# Sân bay Hateruma
Sân bay Hateruma (波照間空港 Hateruma Kūkō) (IATA: HTR, ICAO: RORH) là một sân bay ở đảo Hateruma ở Taketomi, quận Yaeyama, tỉnh Okinawa, Nhật Bản. Tỉnh này vận hành sân bay Hateruma, đây là một sân bay hạng 3.
Đến thời điểm năm 2008, không có hãng hàng không thương mại nào hoạt động ở sân bay Hateruma; Ryukyu Air Commuter đã ngưng phục vụ sau ngày 30 tháng 11 năm 2007.